# 합천중학교 용주분교
합천중학교 용주분교는 경상남도 합천군 용주면 고품리 286-1에 있었던 공립 중학교이다.

## 연혁
- 1972년 1월 21일 합천중학교 용주분교 설치
- 1973년 11월 19일 교가 및 교기 제정
- 1974년 2월 23일 제1회 졸업 (총 116명)
- 2000년 3월 1일 폐교